# Xantholeon montanus
Xantholeon montanus is een insect uit de familie van de mierenleeuwen (Myrmeleontidae), die tot de orde netvleugeligen (Neuroptera) behoort. 
Xantholeon montanus is voor het eerst wetenschappelijk beschreven door New in 1985.